# Dianthus gracilis
Dianthus gracilis är en nejlikväxtart. Dianthus gracilis ingår i släktet nejlikor, och familjen nejlikväxter.

## Underarter
Arten delas in i följande underarter:
- D. g. armerioides
- D. g. drenowskianus
- D. g. friwaldskyanus
- D. g. gracilis

## Bildgalleri

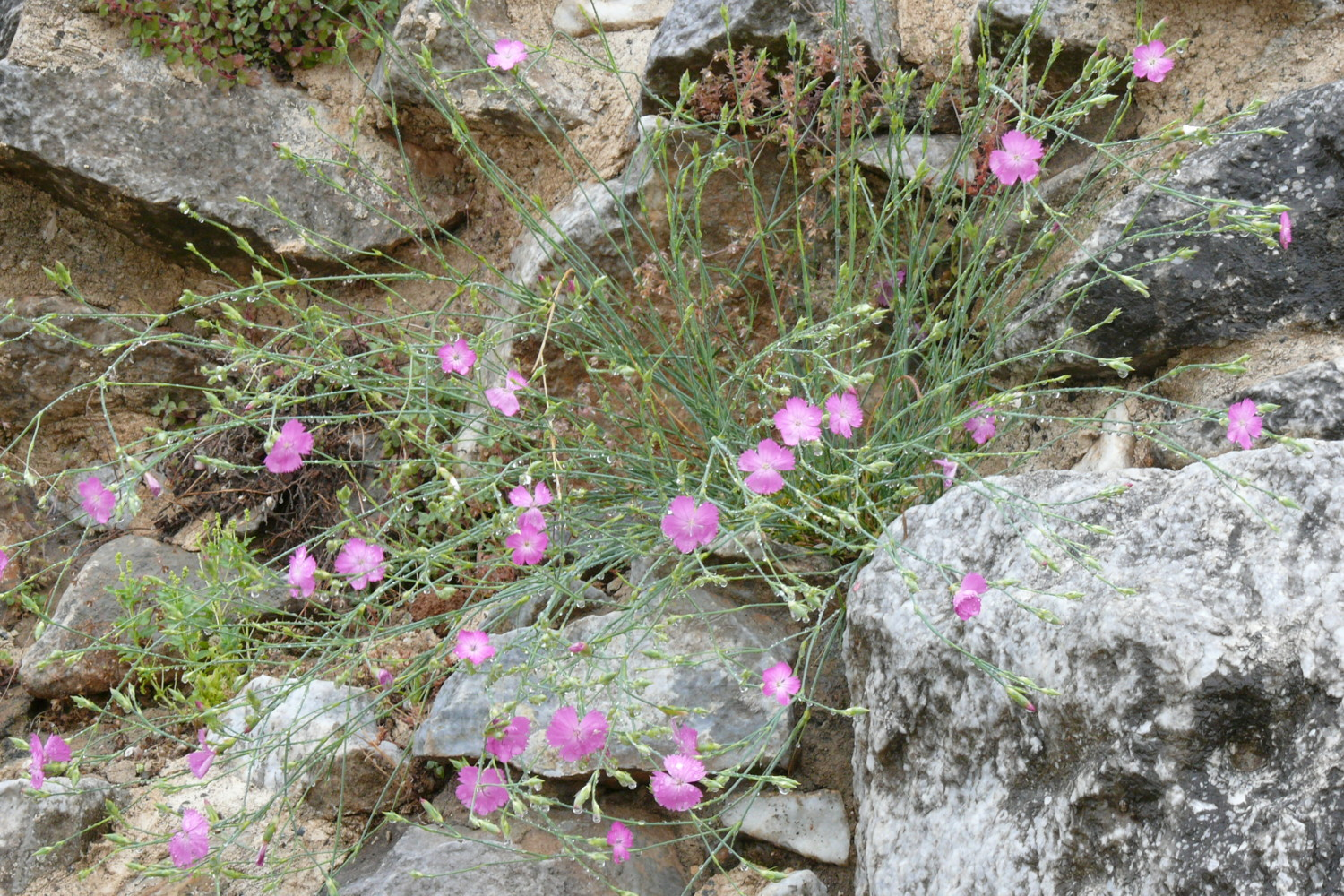